# Георги Дамянов (БЗНС)
Вижте пояснителната страница за други личности с името Георги Дамянов.
Георги Дамянов Йотов е български офицер и политик, деец на БЗНС.

## Биография
Георги Дамянов е роден на 5 май 1886 г. в с. Макоцево, Софийско. Член на БЗНС от 1918 г. Участва в Първата световна война с военно звание фелдфебел.
Началник-щаб е на сформираната гвардия след обявяване на Радомирската република на 27 септември 1918 г. Осъден на смърт след неуспеха на войнишките бунтове от 1918 г., но след 3 месеца е амнистиран.
Народен представител в ХІХ и ХХ Обикновено народно събрание (1920 – 1923).
Ръководител на Юнското въстание в Пирдопско и Новоселско от 1923 година, след разгрома на което е заловен при с. Долно Камарци. По-късно е убит и изгорен в тухларските пещи в с. Долни Богров, Софийско.